# 集英社まんがこども大百科
集英社まんがこども大百科（しゅうえいしゃまんがこどもだいひゃっか）は、集英社の子供向けの百科事典である。ページ数はとても分厚く、付録を合わせ1400ペーシ。ちなみに、さくらももこも協力している。

## 特徴
この百科事典は普通の百科事典と違い、学校で習う重要な項目や、知っておいて欲しい、計314項目を漫画で解説している。その他にも図解項目やトライ項目などがあり、全てのページがオールカラーである。（付録のページを除き）

## 調べ学習
又、この百科事典は調べ学習にも最適で日本の人口や県の人口なども載せていて、他にも、四字熟語、ことわざ、英語、世界のあいさつ、日本地図、世界地図、ホームページアドレスガイドなど情報満載である。